# Otto Nathan

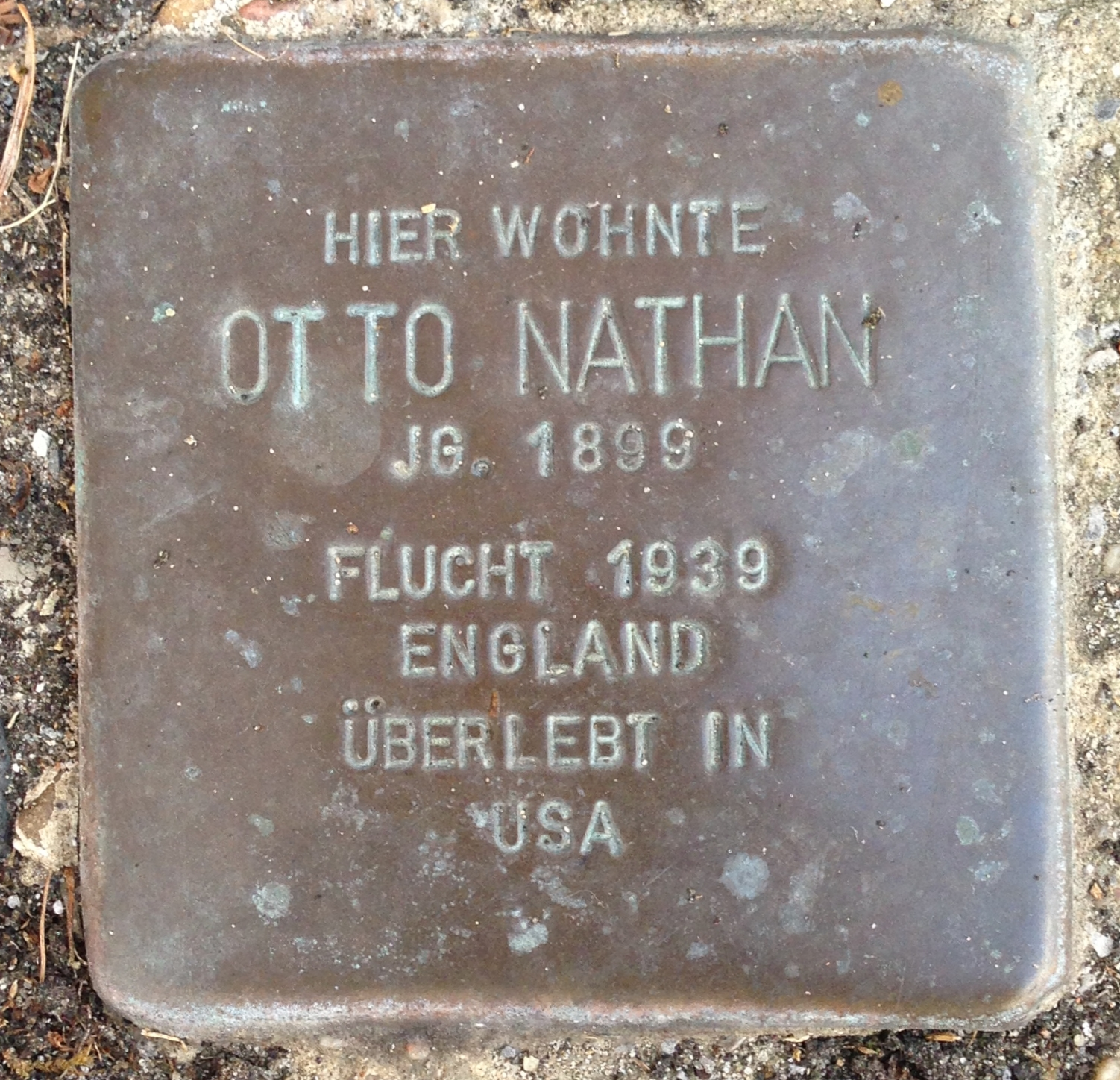
Placa comemorativa (Stolperstein) na casa de Nathan

Otto Nathan (15 de julho de 1893–1987) foi um economista alemão naturalizado norte-americano em 1939 que lecionou na Universidade de Princeton (1933-1935), Universidade de Nova Iorque (1935-1942), Vassar College (1942-1944), e na Universidade Howard (1946-1952). Serviu como delegado alemão para a Conferência Econômica Mundial, em Genebra, em 1927.
Nathan foi um amigo próximo de Albert Einstein por muitos anos e foi designado pelo físico como co-administrador de seu espólio literário juntamente com Helen Dukas.

## Publicações
- Nazi War Finance and Banking Our Economy in War. Cambridge, Massachusetts: National Bureau of Economic Research, 1944. Brochura: ASIN: B000J0VXBG
- The Nazi Economic System: Germany's Mobilization for War. Nova Iorque: Russell & Russell, 1971. Livro de capa dura: ISBN 0-8462-1501-2, ISBN 978-0-8462-1501-1
- Einstein on Peace. Albert Einstein; Otto Nathan e Heinz Norden, editores e tradutores. Prefácio de Bertrand Russell. Edições:
  - 1960. Nova Iorque: Simon & Schuster
  - 1968. Nova Iorque: Schocken Books. Brochura: ASIN: B000IVW9SM
  - 1975. Nova Iorque: Schocken Books. Capa dura: ASIN: B000MBU3R2
  - 1981. Nova Iorque e Avenel, Nova Jérsei: Avenel Publishing. Capa dura: ASIN: B000LZLI82